# Aeroflot Cargo
Aeroflot Cargo war eine Tochtergesellschaft der russischen Fluggesellschaft Aeroflot, die ausschließlich Fracht transportierte. Im Juni 2009 wurde sie wieder in den Mutterkonzern eingegliedert.

## Geschichte
Der Cargobereich der Aeroflot wurde am 26. Oktober 2005 gegründet und am 19. April 2006 als eigenständiges Unternehmen registriert. Der Flugbetrieb wurde am 19. Dezember 2006 aufgenommen. Durch die Eigenständigkeit erhoffte Aeroflot eine Steigerung der Effektivität, jedoch brachte die Tochtergesellschaft von Anfang an keinen Gewinn ein. So entschied der Aufsichtsrat der Aeroflot im Juni 2009 das Unternehmen, wegen Schulden in Höhe von 5 Milliarden Rubel (ca. 115 Millionen Euro) beim Mutterkonzern, für bankrott zu erklären und Aeroflot Cargo wieder in den Konzern einzugliedern. Im ersten Quartal 2009 transportierte Aeroflot Cargo 21.582 Tonnen Fracht, was einen Rückgang von 35 % gegenüber dem Vorjahr bedeutet.

## Flotte

### Flotte bei Betriebseinstellung
(Stand; Juli 2009)
- 1 Iljuschin Il-96-400T
- 3 McDonnell Douglas MD-11F

Des Weiteren ist eine Boeing 737-300 stillgelegt.
Bestellungen
- 3 Iljuschin Il-96-400T
- 2 McDonnell Douglas MD-11F

## Flugziele
Aeroflot Cargo flog den europäischen Raum über den Flughafen Frankfurt-Hahn an. Frachtflüge erfolgten von und nach Japan, Volksrepublik China (PVG, SHA, BJS, PEK, Hongkong) und Russland (SVO).